# Frontiers (Jermaine Jackson)
Frontiers è il quinto album da solista del cantautore statunitense Jermaine Jackson, pubblicato dall'etichetta discografica Motown l'8 febbraio 1978.

## Pubblicazione e accoglienza
Il disco rappresenta nella carriera di Jackson quello che ha totalizzato le vendite più basse e ha prodotto la sola hit Castles of Sand. Ospite nell'album è il gruppo musicale Switch, che il cantante aiutò a ottenere un contratto dalla Motown.

## Tracce
Album standard
1. Let It Ride – 4:00 (Jermaine Jackson, Michael McGloiry, Gregory Williams)
2. The Force – 4:23 (Jermaine Jackson, Michael McGloiry)
3. Take a Trip to My Tomorrow (Let's Encounter for the First Time) – 4:12 (Brian Holland, Marcia Woods, Eddie Holland, Jr.)
4. Je vous aime beaucoup (I Love You) – 4:00 (Jermaine Jackson, Maureen Bailey)
5. You Gave Me Something to Believe in – 2:28 (Brian Holland, Marcia Woods, Eddie Holland, Jr.)
6. I Love Every Little Thing about You – 2:53 (Sandra Crouch)
7. Isn't She Lovely – 3:30 (Stevie Wonder)
8. Castles of Sand – 5:29 (Michael McGloiry)

## Classifiche

### Singoli
| Anno | Singolo         | Posizioni in classifica |
| Anno | Singolo         | R&B (Stati Uniti)       |
| ---- | --------------- | ----------------------- |
| 1978 | Castles of Sand | 38                      |